# 錯過又如何
《錯過又如何》（英語：Clean）是由法國導演奧利維耶·阿薩亞編導，著名演員張曼玉及尼克·諾特主演。本片由加拿大、法國及英國斥資拍攝。

## 剧情
女主角雅薇（译名）曾经是法国巴黎一个著名的电视主持人，和加拿大著名歌手阿里结婚并育有一子小杰，由阿里身在加拿大的父母抚养。后丈夫成了过气歌手并在雅薇的影响下吸毒，二人为了阿里的唱歌事业奔走并频频争吵。一次争吵过后雅薇出走而阿里吸毒过量死亡，归来的雅薇被警方陷害被认为是最大嫌疑人，并因此入狱。阿里的死给父母造成极大打击，尤其是阿里母亲，认定雅薇是孩子自己儿子的最大罪人，并向小杰灌输关于母亲的种种不好，相反阿里父亲理性而宽容。阿里的朋友帮助雅薇洗清罪名出狱，但阿里父亲以怕给小杰造成伤害和照顾阿里母亲的情绪请雅薇短时间内不得见小杰。瞬间失去爱人、儿子、经济来源的雅薇面对没有选择的生活，不得不去适应。
为了生活，她到中餐馆端盘子，骄傲而自尊的她为了重起去找自己的死对头......雅薇思念儿子，恰好阿里母亲病重，阿里父亲无暇照顾小杰，并考虑到自己年长以及小杰的以后，决定给雅薇做母亲的权利，让小杰来选择是否和母亲在一起，但条件是雅薇必须振作起来，阿里父亲知道雅薇绝对不是容易被困难打败的人，也绝对不是平庸的人，他鼓励雅薇去回归自己的唱歌事业，如果成功，并同意小杰回到她身边。为了小杰，雅薇必须努力，“清洁”掉颓废的自己，改变自己的生活。

## 角色
- 張曼玉 - 王雅薇（Emily Wang）
- 尼克·諾特 - 侯安柏（Albrecht Hauser）
- Béatrice Dalle（英语：Béatrice Dalle） -  Elena，王雅薇的朋友
- Jeanne Balibar（英语：Jeanne Balibar） - 包艾蓮（Irene Paolini），王雅薇的前老闆
- Emily Haines（英语：Emily Haines） - 本人
- James Johnston - 侯素利（Lee Hauser）

## 獎項
第五十七屆康城電影節
- 最佳女演員（張曼玉）
- 技術大獎

## 评价
豆瓣评分：7.4分，独立女性电影排行榜第三名
影片中最值得让人学习的是西方那种宽容又理性的态度，这在阿里父亲那里表现得尤为突出，儿子的死，几乎所有人都认定是儿媳雅薇，而他却宽容待之，并给予她以最大的帮助来清洁自己，获得重生。
做人不管遭遇了生活中最大的不幸，也不能像没头苍蝇一样失去了方向感而乱撞，坚持本心，相信自己，勇敢的去搏一搏，这是我们从雅薇身上学到的，只要有决心，努力认真去做，一切还是可以清洁，重新洗牌的。